# Galera (Granada)
Galera er en by og kommune i det sydøstlige Spanien i provinsen Granada. Den har et indbyggertal på 1.116 (2024) indbyggere.